# کملوت (مجموعه تلویزیونی)
کملوت (Camelot) سریالی محصول همکاری کانال استارز و تلویزیون جی‌کی است که داستانی افسانهای تاریخی دارد. پخش این سریال از اول آوریل ۲۰۱۱ آغاز شد. ساخت این مجموعه از تابستان ۲۰۱۰ آغاز شد. داستان سریال بر اساس افسانه شاه آرتور است.
در ۳۰ جون ۲۰۱۱ شبکه تلویزیونی استارز اعلام کرد که سفارش ساخت فصل جدید این سریال را نخواهد داد. احتمالاً به دلیل عدم هماهنگی برخی از بازیگران از جمله Joseph Fiennes, Jamie Campbell Bower و Eva Green این سریال دیگر ادامه داده نخواهد شد.

## توضیح
نوشته‌های رسانه‌ها حاکی از آن است که سریال ده قسمتی قرار است بیانی دوباره از قصهٔ قرونِ وسطاییِ شاه آرتور داشته باشد. بیشتر توصیف‌کنندگان این سریال از آن سریال با مضمون‌هایی همچون سکس، جنگاوری، جادوگری و طنز یاد می‌کنند.
سرپرست نویسندگان، کریس چیبنال در اظهار نطری گفته‌است که «هر دوره‌ای نوع خاص داستان گویی از کملوت رو می‌خواهد.» وی توضیح داده که این بیان از داستان حاوی مضامین قوی از سیاست و عشق بوده که وی در یک داستان بزرگ‌سالانه وارد کرده‌است."شگفت‌انگیزترین چیز دربارهٔ کملوت این است که شما می‌توانید دربارهٔ جنبه‌های سیاسی‌اش حرف بزنید... و در حالی که همه‌اش دربارهٔ عشق است، دربارهٔ احساسات. دربارهٔ ایده‌آل‌های بزرگی که با افتادن در عشقی اشتباهی در معرض خطر قرار می‌گیرند.
چینبال هم‌چنین توضیح داده که داستان این سریال جدید رابطه خاصی با جهان عصر حاضر دارد. جایی که رهبران حال حاضر جهان تصمیم به دنیایی بهتر دارند و بر اساس این تصمیم سعی دارند گام بردارند و در این‌جا هم جایی است که مرلین ایده‌هایش را از نوع جدید شاه بودن و قلمرو در میان می‌گذارد که بر اساس قانون آرتور امکان‌پذیر خواهد بود و شیوه‌ای نیز که آرتور می‌خواهد به رویاهای مرلین جان ببخشد، گویای این مسئله‌است.